# フード・ラック!食運
『フード・ラック!食運』（フード・ラック しょくうん）は、2020年11月20日に公開された日本映画。寺門ジモンの初監督作品。主演はNAOTOと土屋太鳳。
第33回東京国際映画祭・特別招待作品として11月4日に東京・EX THEATER ROPPONGIでワールドプレミア上映が開催された。

## 概要
食通であり、特に焼肉に強いこだわりを持つ寺門が「焼肉」をテーマに5年かけて練り上げたオリジナル作品で、作品の中には実在する名店の料理が登場している。
松竹の担当者が寺門の著書を読んで「映画監督をやらないか」と寺門にオファーを出して実現した作品でもあり、当初は寺門が世界中の肉を食べ歩くというドキュメンタリー形式の映画を想定していたが、寺門がすでに『寺門ジモンの肉専門チャンネル』や『取材拒否の店』などの番組をやっていた事から、「ハードルは上がるが本を書くことはできますか？」と提案し、寺門は戸惑いながらも承諾。そこから推敲を繰り返して原作も執筆された。
キャストに関しても寺門が食を通じて交渉しており、特にNAOTOは元々寺門を「師匠」と慕っており、寺門が「師匠が映画撮るなら出る？」と聞くと「当たり前です」と返ってきたという。

## キャスト
- 佐藤良人：EXILE NAOTO （少年期：斎藤汰鷹）
- 竹中静香：土屋太鳳
- 新生英二：石黒賢
- 古山達也：松尾諭
- 山田智洋：寺脇康文
- 滝沢二郎：白竜
- 滝沢小百合：東ちづる
- 西田貴博：矢柴俊博
- 的場涼子：筧美和子
- 尾崎実：大泉洋（特別出演）
- 豊川忠義：大和田伸也
- 石原雄司：竜雷太
- 佐藤安江：りょう

## スタッフ
- 原作・監督：寺門ジモン
- 原作協力：高橋れい子
- 脚本：本山久美子
- 音楽：Amar
- 主題歌：ケツメイシ「ヨクワラエ」（avex trax）
- 製作：高橋敏弘
- エグゼクティブプロデューサー：吉田繁暁
- Co.エグゼクティブプロデューサー：小佐野保
- プロデューサー：宇高武志、林鉄洋、山邊博文
- 撮影：藤本信成
- 照明：金子拓矢
- 美術：齋藤しおり
- 録音：深田晃
- 編集：青野直子
- 音楽プロデューサー：茂木英興、野口良
- 装飾：渡辺大智
- 記録：栗原節子
- スタイリスト：前田勇弥
- ヘアメイク：澤田久美子
- キャスティング：北田由利子
- VFXスーパーバイザー：桑原雅志
- フードコーディネーター：はらゆうこ
- 音響効果：渋谷圭介
- 助監督：二宮崇
- 制作担当：板井茂樹
- アソシエイトプロデューサー：鴨井雄一
- 宣伝スーパーバイザー：細川朋子
- 宣伝プロデューサー：西剛希
- 協賛：DOKUSO映画館、食べログ
- 制作プロダクション：ギークサイト
- 宣伝・プロダクション協力：ギークピクチュアズ
- 製作・配給：松竹